# Нізейл
Нізейл (нід. Niezijl, нід. вимова: [ˈni.zɛi̯l]) — село в нідерландській провінції Гронінген. Входить до муніципалітету Вестерквартір. Його населення станом на 2021 рік складало 420 осіб.